# 拉戈-杜斯罗德里格斯
拉戈-杜斯罗德里格斯是巴西马拉尼昂州的一个市镇。总面积195.222平方公里，总人口7676人，人口密度39.3人/平方公里。